# Ambar Zenteno
Ambar Zenteno (Santiago, Chile; 26 de junio de 1995) es una ingeniera y actual Miss Mundo Chile 2022.

## Biografía
Ambar Daniela Zenteno Santibáñez nace en Santiago, Chile, el 26 de junio de 1995. Con raíces en el arte a través de su familia, su mamá María Elena Santibáñez (Almendra), nacida en Viña del Mar y Oscar Ignacio Zenteno Muñoz, nacido en Concepción, ambos relacionados con el mundo del arte.
El año 2014, Zenteno ingresó a College de Ciencias Naturales y Matemáticas, obteniendo en 2017 la beca de honor por excelencia académica y posteriormente, su licenciatura en Ciencias Naturales y Matemáticas. En paralelo, Ámbar obtuvo su licenciatura en Ciencias de la Ingeniería con una especialización en Investigación Operativa y un minor en Ingeniería Química. El año 2020, recibió su título con dos votos de distinción en Ingeniería Civil Industrial, con diploma en Ingeniería Química.
En 2018, Ambar recibió una beca de 5000 USD y tuvo la oportunidad de estudiar en Dinamarca, en la Universidad de Copenhagen Business School, donde cursó 4 materias. Además, en su estadía en el país nórdico, participó como voluntaria en la Creative Business Cup 2018.
A los 22 años fue disgnosticada con disautonomía. Actualmente es embajadora del equipo Disautonomía Chile y ha creado "Corazón Turquesa" para concientizar y educar a la sociedad sobre esta enfermedad que afecta el sistema nervioso autónomo.
El día 16 de octubre del 2022 fue coronada como Miss Mundo Chile 2022, representando a la comuna de Las Condes y en mayo de 2023 viajó a representar a Chile en la edición número 71 de Miss Mundo que se realizó en los Emiratos Árabes Unidos.

## Distinciones
- 2022, Miss World Chile
- 2020, Titulada con dos votos de distinción, Ingeniería Civil Industrial
- 2017, Beca de Honor por excelencia académica, College UC